# Bahía de Chignecto
La bahía Chignecto (del inglés: Chignecto Bay) es uno de los entrantes de la gran bahía de Fundy, situado entre las canadienses provincias de Nuevo Brunswick y Nueva Escocia y separado de las aguas del estrecho de Northumberland por el istmo de Chignecto. Se trata de una unidad menor dentro de la cuenca del gran golfo de Maine. La bahía forma la parte noreste de la bahía de Fundy, que está dividida por el cabo Chignecto y que se delinea en el lado de Nuevo Brunswick por la Martin Head.
En su fondo, la misma bahía Chignecto se divide en dos cuencas, separadas por el cabo Maringouin:
- Cuenca Cumberland, el brazo noreste de la bahía Chignecto (y de la bahía de Fundy), localizada entre las dos provincias canadienses y que termina en los pantanos Tantramar y los estuarios de los ríos Tantramar y Maccan.
- Bahía Shepody, el brazo norte de la bahía Chignecto que está dentro de Nueva Brunswick. Su límite norte está en la desembocadura de los ríos Petitcodiac y Memramcook.

Hay muchas pequeñas bahías con nombre en la línea costera de la bahía Chignecto, como la bahía de Salisbury en las bocas del río Upper Salmon y Cleveland Bk, sitio de la aldea de Alma, NB.
La bahía Chignecto es una extensión al norte de un valle rift que forma gran parte de la bahía de Fundy.

## Áreas de vida silvestre de aves playeras
El fondo de la cuenca Cumberland es un área importante para la migración de muchas aves playeras. Una gran parte de ella está protegida como un santuario de vida silvestre conocido como el Área de Vida Silvestre Nacional Chignecto (Chignecto National Wildlife Area). Incluye los 10,2 km² del Área de Vida Silvestre Nacional John Lusby (John Lusby National Wildlife Area), que también está reconocida como un humedal de importancia internacional sitio Ramsar, desde el 12 de junio de 1989 (n.º ref. 320).